# Carolyn Schuler
Carolyn Schuler   (San Francisco, 5 de gener de 1943 - 22 de juliol de 2024) va ser una nedadora estatunidenca que va competir durant la dècada de 1950.
Amb 17 anys va prendre part en els Jocs Olímpics de Roma de 1960, on guanyà la medalla d'or en les dues proves del programa de natació que disputà. En els 100 metres papallona superà en la final a Marianne Heemskerk i Janice Andrew, alhora que establí un nou rècord olímpic, mentre en els 4×100 metres estils formà equip amb Lynn Burke, Patty Kempner i Chris von Saltza i superà el rècord del món. El 1989 fou incorporada a l'International Swimming Hall of Fame.